# Calling You (песня Blue October)
«Calling You» — песня американской рок-группы Blue October из третьего альбома группы History For Sale.

## История
Песня «Calling You» написана Джастином Фёрстенфелдом и изначально была подарком на день рождения любимой девушки Джастина по имени Мэми.
Первоначально песня вышла в альбоме History For Sale в апреле 2003 года. Особую популярность песня получила после включения её в саундтрек к фильму The American Wedding. Сингл добрался до 35 строчки в чарте «Hot Adult Top 40».
«Calling You» быстро заняла первую строчку в списке предпочтений поклонников группы, вследствие чего песня была переиздана в альбоме Foiled for the Last Time, который вышел 25 сентября 2007 года. Чуть раньше, в июле 2007 песня вновь попала в ротацию на радио, а затем 7 августа, новая версия была повторно выпущена в качестве сингла.
На песню было снято два видеоклипа. Оригинальная версия представляет собой историю астронавта, которого сыграл Джастин Фёрстенфелд, поющего для своей девушки (или жены) на Земле. Затем на орбитальной станции происходит взрыв и члены экипажа (все участники группы, кроме Джастина), садятся в капсулу и возвращаются на Землю. А Джастина Фёрстенфелда выбрасывает в открытый космос, где он летит к своей любимой и продолжает петь. Всё это сменяется кадрами выступления группы на экранах центра управления полётами… Это видео распространялось на промо DVD на концертах.
Второе видео появилось на официальном сайте группы. Главный герой — слепой мужчина. Он прогуливается по улице, по ходу грубя прохожим, выталкивая их с тротуара. Однако, вскоре выясняется, что таким образом он спасает их жизни от несчастных случаев, таких как грузовик, врезающийся в место, где эти люди только что стояли.
Акустическая версия песни «Calling You» появилась в песне «Amazing» на моменте 10:04. Этот скрытый трек был включён в переиздание альбома History For Sale на лейбле Universal.
В начале песни «Hate Me» из альбома Foiled можно услышать голоса девушек, исполняющих строчки из «Calling You». Кроме того, в тексте X-Amount of Words также присутствуют строчки из этой песни.

## Участники записи
- Джастин Фёрстенфелд — стихи, вокал, гитара
- Райан Делахуси — скрипка, мандолина
- Джереми Фёрстенфелд — барабаны
- Си Би Хадсон — гитара
- Дуэйн Кэйси — бас-гитара